# Повітрянодесантні формування країн світу
Повітрянодесантні формування країн світу — перелік військових формувань високомобільних військ (повітрянодесантних, аеромобільних, десантно-штурмових, парашутних тощо), що існують у різних варіаціях та під різними назвами в Збройних силах багатьох країн світу. Основним призначенням цих формувань є охоплення противника з повітря, швидке використання результатів вогневого ураження та виконання бойових завдань, які неможливо ефективно вирішити іншими силами та засобами.
Станом на 1 січня 2015 року повітрянодесантні формування (в основному входять до Сухопутних сил) мали у своєму складі:

## Азія

### Азербайджан
- 777-ма бригада спецназу

### Ізраїль
- Сили Оборони Ізраїлю
  - Парашутна бригада («Hativat HaTzanhanim» івр. חטיבת הצנחנים)

### Індія
50-та окрема парашутна бригада

### Індонезія
Стратегічне резервне командування сухопутних сил (індонез. Komando Cadangan Strategis Angkatan Darat)
- 1-ша піхотна дивізія (індонез. Divisi Infanteri 1)

-  3-тя повітряно-десантна піхотна бригада (індонез. Brigade Infanteri Lintas Udara 3)

- 431-й повітряно-десантний піхотний батальйон (індонез. Batalyon Infanteri Lintas Udara 431)
- 432-й повітряно-десантний піхотний батальйон (індонез. Batalyon Infanteri Lintas Udara 432)
- 433-й повітряно-десантний піхотний батальйон (індонез. Batalyon Infanteri Lintas Udara 433)

-  17-a повітряно-десантна піхотна бригада (індонез. Brigade Infanteri Lintas Udara 17)

- 305-й повітряно-десантний піхотний батальйон (індонез. Batalyon Infanteri Lintas Udara 305)
- 328-й повітряно-десантний піхотний батальйон (індонез. Batalyon Infanteri Lintas Udara 328)
- 330-й повітряно-десантний піхотний батальйон (індонез. Batalyon Infanteri Lintas Udara 330)

- 2-га піхотна дивізія (індонез. Divisi Infanteri 2)

-  18-a повітряно-десантна піхотна бригада (індонез. Brigade Infanteri Lintas Udara 18)

- 501-й повітряно-десантний піхотний батальйон (індонез. Batalyon Infanteri Lintas Udara 501)
- 502-й повітряно-десантний піхотний батальйон (індонез. Batalyon Infanteri Lintas Udara 502)
- 503-й повітряно-десантний піхотний батальйон (індонез. Batalyon Infanteri Lintas Udara 503)

### Казахстан
Аеромобільні війська (каз. Аэроұтқыр әскерлері)

### Тайвань
- парашутні бригади — 3

### КНР
- 15-й Повітряно-десантний корпус (Ухань)
  - 43-тя повітряно-десантна дивізія
    - 127, 128, 129 парашутно-десантні полки, полк легкої артилерії

  - 44-та повітряно-десантна дивізія
    - 130, 131, 132 парашутно-десантні полки, полк легкої артилерії

  - 45-та повітряно-десантна дивізія
    - 133, 134, 135 парашутно-десантні полки, полк легкої артилерії
- навчальна повітряно-десантна дивізія

### Малайзія
- - 10-та Парашутна бригада

### Таїланд
- - 31-й піхотний полк (?)

### Туркменістан
Повітряно-десантні війська (туркм. Howa desant goşunlary)

### Туреччина
Див. Сили спеціальних операцій країн світу

### Узбекистан
NN десантно-штурмова бригада

### Шрі-Ланка
- парашутний полк коммандос

### Японія
1-ша повітряно-десантна бригада (яп. 第1空挺団)

## Північна Америка

### Гватемала
Бригада парашутистів «Генерал Філіппє Крус» (ісп. Brigada de Paracaidistas «General Felipe Cruz»)

### Канада
- - Рота С, 3-го Канадського легкого піхотного батальйону Принцеси Патрісії
  - Рота М, 3 батальйону Канадського Королівського полку
  - Рота А, 3 батальйону 22 Королівського полку
  - Рота Р, Її Величності Королеви Канадських стрільців

### Мексика
Бригада стрільців парашутистів (ісп. Brigada de Fusileros Paracaidistas)

### США
Командування сил Армії США
- XVIII повітряно-десантний корпус (англ. XVIII Airborne Corps)
  -  3-тя піхотна дивізія (англ. 3rd Infantry Division)
  -  10-та гірська дивізія (англ. 10th Mountain Division)
  -  82-га повітряно-десантна дивізія (англ. 82nd Airborne Division)
  -  101-ша повітряно-десантна дивізія (повітряно-штурмова) (англ. 101st Airborne Division (Air Assault))

Армія США в Європі
- 173-тя повітряно-десантна бригада (англ. 173rd Airborne Brigade)

Армія США на Алясці
- 11-та повітрянодесантна дивізія (англ. 11th Airborne Division)

## Південна Америка

### Аргентина
Сили швидкого розгортання
- Командування 4-ї повітряно-десантної бригади (ісп. Comando de la IV Brigada Aerotransportada)[3]

-  2-й парашутний піхотний полк (ісп. Regimiento de Infantería Paracaidista 2)
-  14-й парашутний піхотний полк (ісп. Regimiento de Infantería Paracaidista 14)
-  4-й парашутний кавалерійський розвідувальний ескадрон (ісп. Escuadron de Exploracion de Caballeria Paracaidista 4)
-  4-та парашутна артилерійська група (ісп. Grupo de Artillería Paracaidista 4)
-  4-та парашутна інженерна рота (ісп. Compañía de Ingenieros Paracaidista 4)
-  4-та парашутна рота зв'язку «Теніенте прімеро Хосе Марія Северіно» (ісп. Compañía de Comunicaciones Paracaidista 4 «Teniente 1ro José María Severino»)
-  4-та рота підтримки парашутних запусків (ісп. Compañía Apoyo de Lanzamientos Paracaidista 4)
-  База матеріально-технічної підтримки «Кордоба» (ісп. Base de Apoyo Logístico «Córdoba»)

### Бразилія
Парашутна піхотна бригада (порт. Brigada de Infantaria Pára-quedista)

### Венесуела
42-га парашутна піхотна бригада (ісп. 42a Brigada de Infantería Paracaidista)

### Еквадор
Див. Сили спеціальних операцій країн світу

### Перу
Див. Сили спеціальних операцій країн світу

### Уругвай
14-й парашутний піхотний батальйон (ісп. Batallón de Infantería Paracaidista Nº14)

### Чилі
Див. Сили спеціальних операцій країн світу

## Африка

### Алжир
- парашутні полки — 3 ???

### Лівія
- шість парашутно-десантних батальйонів

### Марокко
- парашутна бригада

### Південно-Африканська Республіка
- 44-й парашутний полк (англ. 44 Parachute Regiment)

### Сенегал
- парашутний батальйон

## Європа

### Австрія
Див. Сили спеціальних операцій країн світу

### Білорусь
Див. Сили спеціальних операцій країн світу

### Бельгія
Див. Сили спеціальних операцій країн світу

### Болгарія
Див. Сили спеціальних операцій країн світу

### Велика Британія

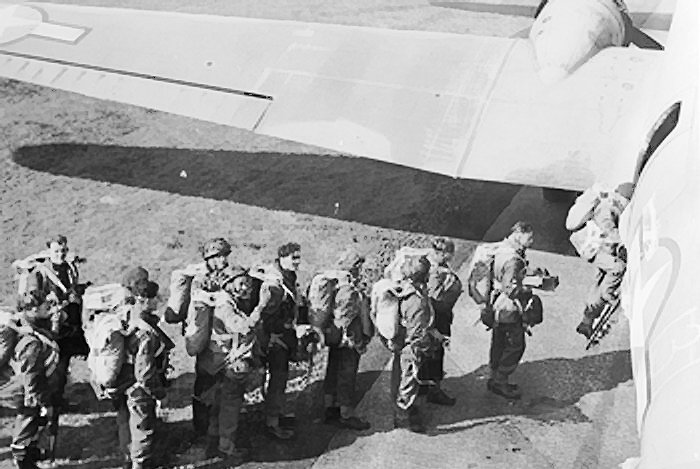
Десантники 1-ї повітряно-десантної дивізії Великої Британії здійснюють посадку в літак перед операцією «Маркет Гарден» 1944

16-та десантно-штурмова бригада (англ. 16th Air Assault Brigade)

### Греція
Файл:Hellenic Army 71st Airborne Brigade.png 71-ша аеромобільна бригада «Понтос» (грец. 71η Αερομεταφερόμενη Ταξιαρχία «Πόντος»)

### Іспанія
6-та парашутна бригада «Альмогаварес» (ісп. Brigada Paracaidista «Almogávares» VI)

### Італія
Італійська Армія
- Парашутна бригада «Фольджорє» (італ. Brigata Paracadutisti "Folgore")[10] (Ліворно)

- Центр парашутної підготовки (італ. Centro Addestramento di Paracadutismo)
- 183-й парашутний полк «Нємбо» (італ. 183° Reggimento Paracadutisti «Nembo»)
- 186-й парашутний полк «Фольджорє» (італ. 186° Reggimento Paracadutisti «Folgore»)
- 187-й парашутний полк «Фольджорє» (італ. 187° Reggimento Paracadutisti «Folgore»)
- 185-й парашутний артилерійський полк «Фольджорє» (італ. 185° Reggimento Artiglieria Paracadutisti «Folgore»)
- 3-й полк «Савоя кавалєрія» (італ. 3° Reggimento «Savoia Cavalleria»)
- 8-й парашутний інженерно-саперний полк «Фольджорє» (італ. 8° Reggimento Genio Guastatori Paracadutisti «Folgore»)
- 6-й полк забезпечення (італ. 6° Reggimento di Manovra)
- Підрозділ управління і тактичної підтримки «Фольджорє» (італ. Reparto Comando e Supporti Tattici «Folgore»)

- Аеромобільна бригада «Фріулі» (італ. Brigata Aeromobile «Friuli»)[11]

- 66-й аеромобільний піхотний полк «Тріестє» (італ. 66° Reggimento Fanteria Aeromobile «Trieste»)
- 5-й полк армійської авіації «Ріґель» (італ. 5° Reggimento Aviazione dell'Esercito «Rigel»)
- 5-й полк армійської авіації «Вєґа» (італ. 7° Reggimento Aviazione dell'Esercito «Vega»)
- 6-й транспортний полк (італ. 6° Reggimento Trasporti)
- Підрозділ управління і тактичної підтримки «Фріулі» (італ. Reparto Comando e Supporti Tattici «Friuli»)

Карабінери
- 1-й полк карабінерів-парашутистів «Тусканія» (італ. 1º Reggimento carabinieri paracadutisti «Tuscania»)[12]

### Нідерланди
11-та аеромобільна бригада (нід. 11 Luchtmobiele Brigade)

### GER

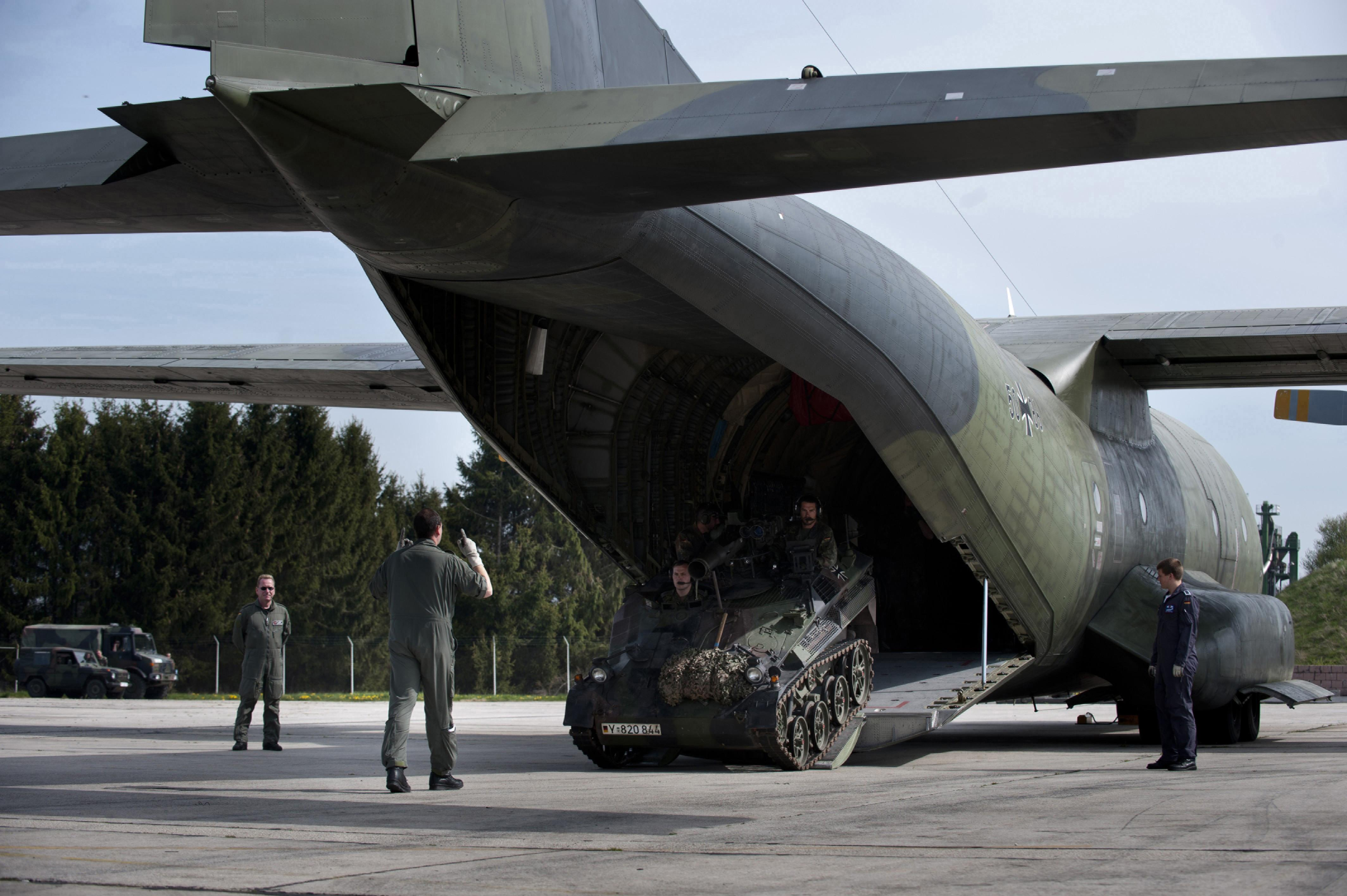
БМД Wiesel на навчаннях

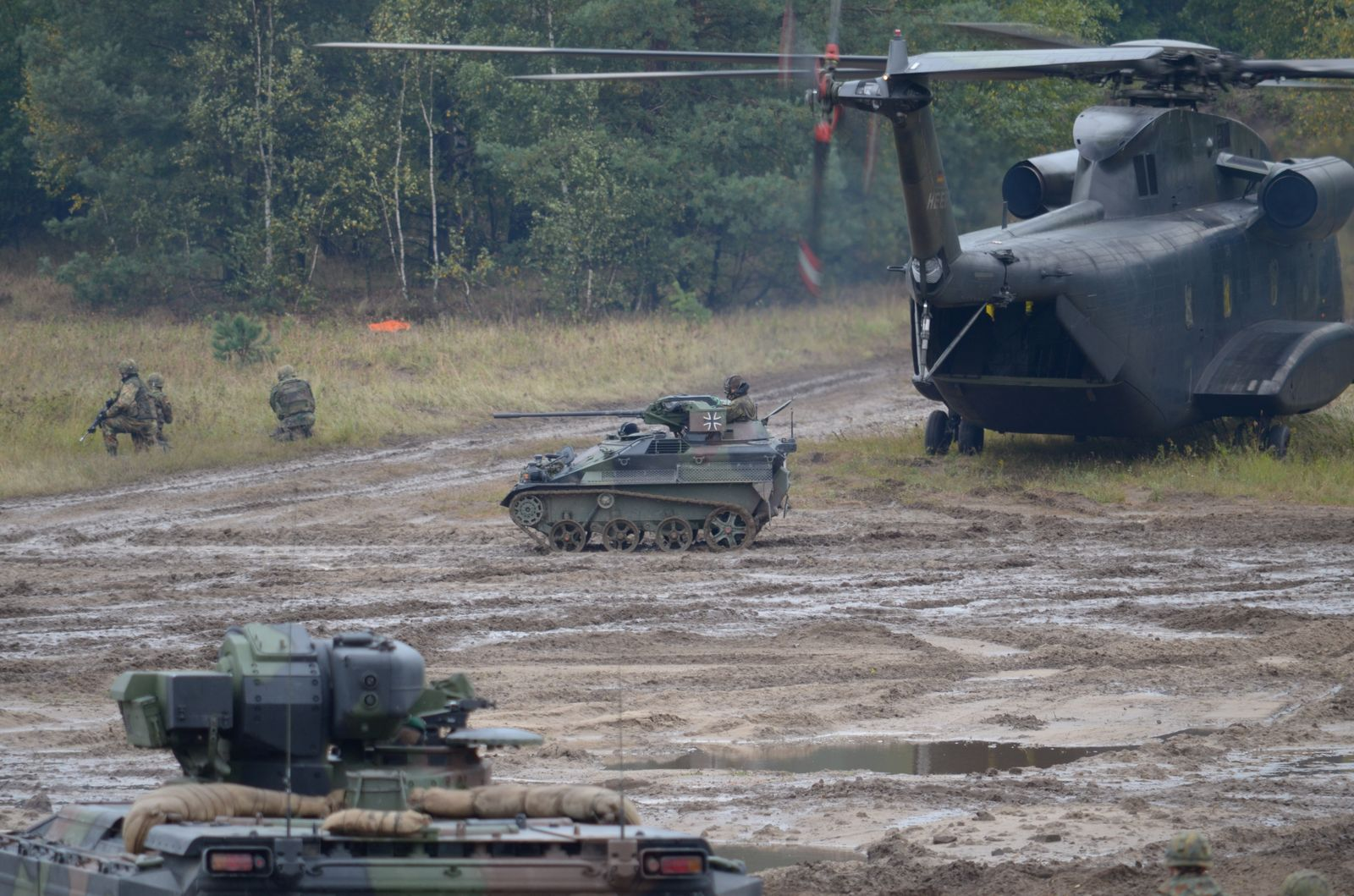
БМД Wiesel на навчаннях

### Німеччина
Дивізія швидких сил (нім. Division Schnelle Kräfte)
- Рота управління і зв'язку (нім. Stabs — und Fernmeldekompanie)[15]
- Командування спеціальних сил (нім. Kommando Spezialkräfte)[15]
- 26-та повітряно-десантна бригада (нім. Luftlandebrigade 26)[15]
- 31-ша повітряно-десантна бригада (нім. Luftlandebrigade 31)[15]
- 31-й полк єгерів-парашутистів (нім. Fallschirmjägerregiment 31)[15]
- 36-й бойовий вертолітний полк (нім. Kampfhubschrauberregiment 36)[15]
- 10-й транспортний вертолітний полк (нім. Transporthubschrauberregiment 10)[15]
- 30-й транспортний вертолітний полк (нім. Transporthubschrauberregiment 30)[15]
- Розвідувальна рота (нім. Fernspählehrkompanie)[15]
- Центр управління пошуку і порятунку на суші (нім. SAR-Leitstelle (Land))[15]

### Норвегія
Див. Сили спеціальних операцій країн світу

### Польща
- 6-та повітрянодесантна бригада

### Португалія
Бригада швидкого реагування (порт. Brigada de Reacção Rápida)
- 3-й піхотний полк (порт. Regimento de Infantaria Nº 3)
- 10-й піхотний полк (порт. Regimento de Infantaria Nº 10)

- 2-й парашутний піхотний батальйон (порт. 2º Batalhão de Infantaria Pára-quedista)

- 15-й піхотний полк (порт. Regimento de Infantaria Nº 15)

- 1-й парашутний піхотний батальйон (порт. 1º Batalhão de Infantaria Pára-quedista)

- 3-й кавалерійський полк (порт. Regimento de Cavalaria Nº 3)
- 4-й артилерійський полк (порт. Regimento de Artilharia Nº 4)
- Центр диверсійно-десантних військ (порт. Centro de Tropas Comandos)
- Центр військ спеціальних операцій (порт. Centro de Tropas de Operações Especiais)
- Школа парашутних військ (порт. Escola de Tropas Pára-quedistas)

### Росія
Повітрянодесантні війська (рос. Воздушно-десантные войска)
- Командування Повітряно-десантних військ (рос. Командование Воздушно-десантных войск)
- 7-ма гвардійська десантно-штурмова (гірська) Червонопрапорна ордена Кутузова дивізія (рос. 7-я гвардейская десантно-штурмовая (горная) Краснознаменная ордена Кутузова 2-й степени дивизия)
- 76-та гвардійська десантно-штурмова Чернігівська Червонопрапорна дивізія (рос. 76-я гвардейская десантно-штурмовая Черниговская Краснознамённая дивизия)
- 98-ма гвардійська повітрянодесантна Свірська Червонопрапорна ордена Кутузова дивізія (рос. 98-я гвардейская воздушно-десантная Свирская Краснознамённая ордена Кутузова 2-й степени дивизия)
- 106-та гвардійська Червонопрапорна ордена Кутузова повітрянодесантна дивізія (рос. 106-я гвардейская Краснознамённая ордена Кутузова 2-й степени воздушно-десантная дивизия)
- 11-та окрема гвардійська десантно-штурмова бригада (рос. 11-та отдельная гвардейская десантно-штурмовая бригада)
- 31-ша окрема гвардійська десантно-штурмова Ордена Кутузова бригада (рос. 31-я отдельная гвардейская десантно-штурмовая Ордена Кутузова 2-й степени бригада)
- 56-та окрема гвардійська десантно-штурмова ордена Вітчизняної війни Донська козача бригада (рос. 56-я отдельная гвардейская десантно-штурмовая ордена Отечественной войны Донская казачья бригада)
- 83-тя окрема гвардійська десантно-штурмова бригада (рос. 83-тя отдельная гвардейская десантно-штурмовая бригада)
- 45-й окремий гвардійський ордена Кутузова ордена Олександра Невського полк спеціального призначення (рос. 45-й отдельный гвардейский ордена Кутузова ордена Александра Невского полк специального назначения)
- 38-й окремий гвардійський полк зв'язку Повітряно-десантних військ (рос. 38-й отдельный гвардейский полк связи Воздушно-десантных войск)
- Рязанське вище повітрянодесантне командне училище імені генерала армії В. Ф. Маргелова (рос. Рязанское высшее воздушно-десантное командное училище имени генерала армии В.Ф. Маргелова)
- 242-й навчальний центр підготовки молодших спеціалістів Повітряно-десантних військ (рос. 242-й учебный центр подготовки младших специалистов Воздушно-десантных войск)
- Омський кадетський військовий корпус (рос. Омский кадетский военный корпус)
- Ульяновське гвардійське двічі Червонопрапорне ордена Червоної Зірки суворовське військове училище (рос. Ульяновское гвардейское дважды Краснознамённое ордена Красной Звезды суворовское военное училище)

### Румунія
Див. Сили спеціальних операцій країн світу

### Сербія
Див. Сили спеціальних операцій країн світу

### Україна
Десантно-штурмові війська України
- 25-та окрема повітрянодесантна бригада
- 79-та окрема десантно-штурмова бригада
- 80-та окрема десантно-штурмова бригада
- 81-ша окрема аеромобільна бригада
- 95-та окрема десантно-штурмова бригада
- 199-й навчальний центр Десантно-штурмових військ

### Фінляндія
Див. Сили спеціальних операцій країн світу

### Франція
11-та парашутна бригада (фр. 11e brigade parachutiste), Тулуза
- Головний штаб 11-й парашутної бригади (фр. État-major de la 11e brigade parachutiste), Бальма
- 1-й полк стрільців парашутистів (фр. 1er régiment de chasseurs parachutistes), Пам'є
- 1-й полк гусарів парашутистів (фр. 1er régiment de hussards parachutistes), Тарб
- 1-й парашутний транспортний полк (фр. 1er régiment du train parachutiste), Тулуза
- 17-й парашутний інженерний полк (фр. 17e régiment du génie parachutiste), Монтобан
- 2-й іноземний парашутний полк (фр. 2e régiment étranger de parachutistes), Калві
- 3-й парашутний полк морської піхоти (фр. 3e régiment de parachutistes d'infanterie de marine), Каркассонн
- 8-й парашутний полк морської піхоти (фр. 8e régiment de parachutistes d'infanterie de marine), Кастр
- 35-й парашутний артилерійський полк (фр. 35e régiment d'artillerie parachutiste), Тарб

Школа повітряно-десантних військ (фр. École des troupes aéroportées), По
Навчальний центр початкової підготовки новобранців (фр. Centre de formation initiale des militaires du rang), Келюс

### Хорватія
Див. Сили спеціальних операцій країн світу

### Чехія
4-я бригада швидкого розгортання (чеськ. 4. brigáda rychlého nasazení)
- 41-й механізований батальйон (чеськ. 41. mechanizovaný prapor)
- 42-й механізований батальйон (чеськ. 42. mechanizovaný prapor)
- 43-й десантний батальйон (чеськ. 43. výsadkový prapor)
- 44-й легкий моторизований батальйон (чеськ. 44. lehký motorizovaný prapor)

### Швеція
Див. Сили спеціальних операцій країн світу

### Швейцарія
Див. Сили спеціальних операцій країн світу

## Океанія

### Австралія
- - 3-й батальйон, Королівського австралійського полку (англ. Royal Australian Regiment)
  - 4-й батальйон, Королівського австралійського полку (англ. Royal Australian Regiment)